# Festa del Santissimo Crocifisso a Calatafimi
La festa del Santissimo Crocifisso è una delle feste popolari più antiche d'Italia, si svolge nella città di Calatafimi ogni 5 o 7 anni, nei giorni che vanno dal 1º al 3 maggio. 

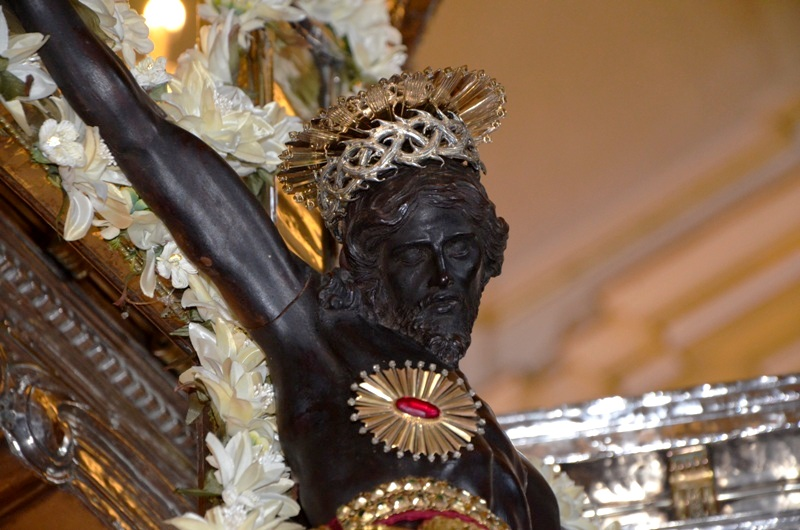
SS. Crocifisso di Calatafimi

È una festa religiosa in onore di Cristo Crocifisso, la cui devozione nella cittadina è collegata ad un antico crocifisso ligneo di autore ignoto, cui sono attribuite numerose guarigioni avvenute nel 1657. In tale anno il crocifisso, che si trovava nella sagrestia della chiesetta di Santa Caterina d'Alessandria, fu portato per la prima volta in processione con autorizzazione del vescovo di Mazara.

Tradizionalmente, come riporta l'etnologo Giuseppe Pitrè, la festa non si svolgeva ogni anno, ma ogni qualvolta vi fossero abbastanza risorse per organizzarla: ogni 10 anni dapprima, ogni 5 anni a partire dal 1800.
La popolazione calatafimese, divisa in ceti, sfila per tre giorni in processione lanciando confetti, cucciddati e fiori.

## Origini
La festa del SS. Crocifisso viene celebrata solennemente sin dal 1657. Inizialmente i festeggiamenti si celebravano in giugno; furono poi spostati a settembre e poi agli inizi di maggio. Nella chiesa di S. Caterina, tra il 23 e il 25 giugno 1657, un crocifisso ligneo nero operò vari prodigi. Una mattina, mastro Fontana trovò il Crocifisso caduto e istintivamente lo rimise a posto. Il giorno dopo lo ritrovò di nuovo a terra con un braccio staccato e, dopo avergli incollato il braccio con una zagarella (nastro) azzurra, lo appese alla croce. Il giorno 23 giugno 1657, mastro Fontana si recò nella chiesa di Santa Caterina con l'infermo Francesco Saltaformaggio e, vedendo che il Crocifisso era di nuovo a terra, chiese all'amico di aiutarlo che glielo diede in mano e immediatamente quest'ultimo guarì. Mastro Fontana si portò a casa la zagarella che fece miracolo sulla moglie indemoniata. Nel novembre 1657, due ricchi borghesi, donano quattro once e 35 tarì per l'altare e altre spese necessarie al culto come chiesto dalla Curia Vescovile di Mazara. Nell'arco di 100 anni il popolo ingrandì la chiesa di Santa Caterina dedicandola al SS Crocifisso. Il 19 dicembre 1657,  i giurati chiesero al Vescovo il permesso di condurre in processione il SS. Crocifisso per poi deporlo nella nuova cappella. Da allora ad oggi, tutto il popolo si è suddiviso e raggruppato in diversi ceti e ha sempre reso omaggio al Suo Protettore per aver dato l'abbondanza dei raccolti e la ricchezza nel lavoro benedetto da Dio. Il dono del pane dato a tutti in abbondanza nel corso dell'omaggio del SS. Crocifisso, inizialmente mirava nel far gioire anche i poveri nei giorni di festa. Quel pane, oggi, è diventato “lu Cucciddatu”. Il Crocifisso andò perduto il 25 settembre del 1887 quando, in occasione della festa della Madonna di Giubino, un incendio distrusse la cappella. Il Crocifisso fu subito sostituito e benedetto da Papa Leone XVII. Nel 1988, Padre Ingarra levò i marmi alla base della croce, perché si diceva che erano stati murati pezzetti del SS. Crocifisso bruciato; in effetti li trovò, prese il pezzetto più grande che c'era e lo sistemò in una reliquiario d'argento che viene portato in processione.

## Ceti
I Ceti hanno statuti ben precisi, con amministrazioni che si rinnovano, in genere, al termine di ogni "Festa" e sono:
- Il Clero;
- La Sciabica,
- La Maestranza,
- I Commercianti,
- I Borgesi di San Giuseppe,
- Gli Ortolani,
- I Mugnai,
- I Pecorai e Caprai,
- I Macellai,
- I Borgesi,
- I Cavallari,
- I Massari.

### Ceti scomparsi
- Li burgalori
- Li maddalinari
- Braccianti
- Mezzaioli
- Crivellatori
- Vulgalori
- Cirniturari
- Trappitari
- Sculari
- Carbonari
- Careri
- Clerici
- Fornari
- Jurnateri
- Picciotti
- Saccari
- Schetti
- Lavanneri
- Linalori
- Spatuliaturi
- Innocenti

### La Sciabica
Il nome Sciabica, di origine araba, significa rete, nella quale finisce ogni sorta di pesce e, per analogia, il vocabolo indica il Ceto che raccoglie tutti coloro che non hanno un ceto specifico, senza alcuna distinzione. 

La sciabica è il ceto più giovane tra tutti quelli che partecipano alla festa.

Lo stendardo del ceto è in velluto rosso, in un lato vi è riprodotta l'immagine della Maria SS. di Giubino, con la scritta "Madre e gloria del popolo di Calatafimi", nell'altro lato vi è rappresentata la faccia del SS. Crocifisso con la dicitura "Gesù Crocifisso proteggi il tuo popolo". Entrambi i dipinti dell'attuale stendardo sono stati eseguiti da suor Emilia Camilleri, delle Suore Francescane Missionarie del Cuore Immacolato di Maria (PA), rispettivamente negli anni 1977 e 1979.

### La Maestranza

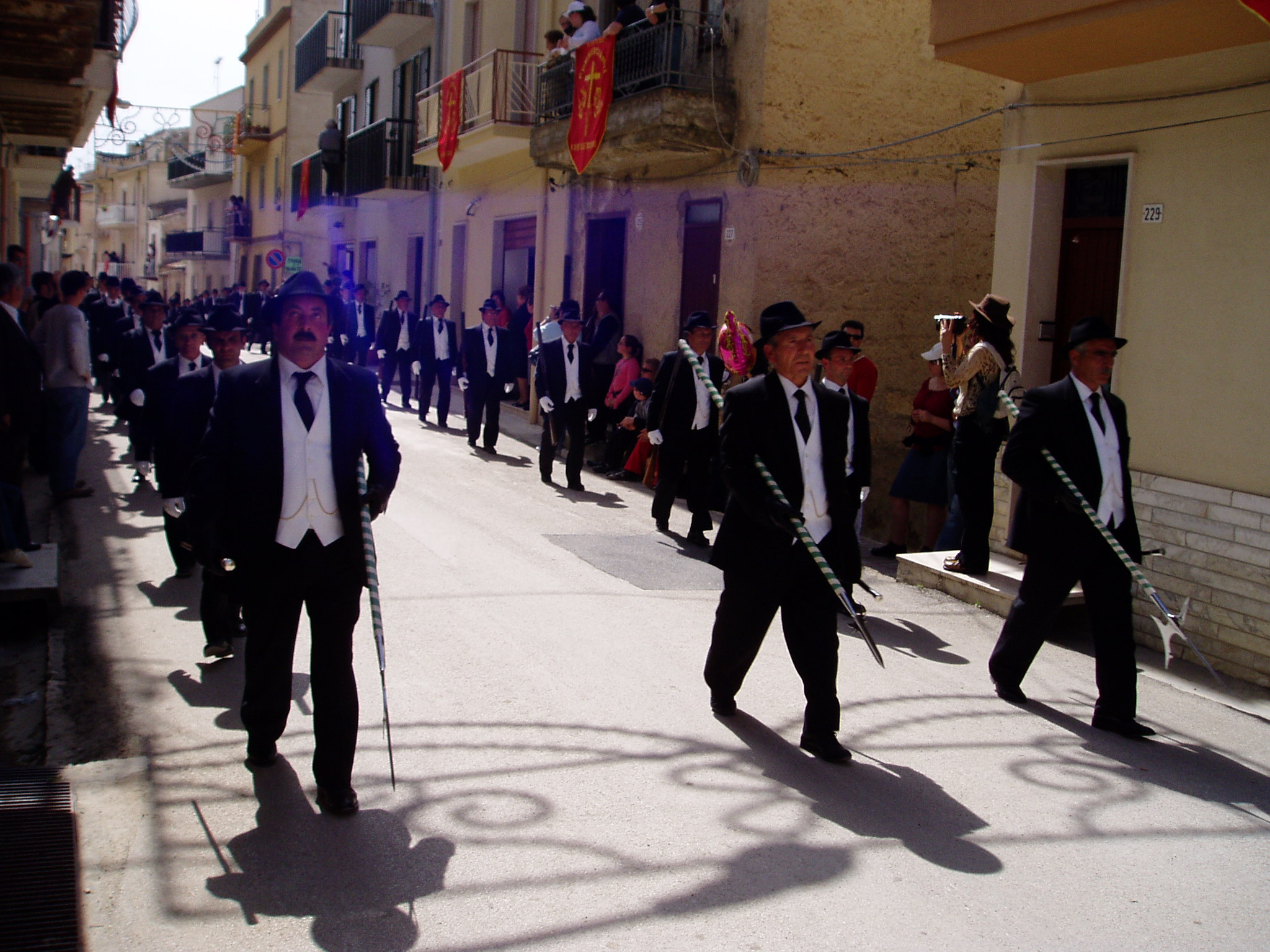
maestranza

Ceto molto caratteristico che sfila per le vie del paese a passo di marcia.
È presente con l'alabarda, arma del cinquecento, sempre accanto al SS. Sacramento. Nei secoli passati costituiva la "Milizia urbana", corpo armato alle dipendenze dei giurati (autorità cittadine), pronto ad intervenire nei momenti di bisogno. La maestranza aveva il compito di proteggere l'intera comunità calatafimese e nel 1573 si radunò sul Monte Tre Croci per proteggere Calatafimi da un eventuale attacco; infatti si temeva uno sbarco delle triremi turche.
La M. iniziale del nome di Maria e l'ostia d'oro ricamata nello stendardo, indicano l'amore di questo ceto per la Madonna e per l'eucaristia. Durante la festa, la Maestranza è il primo ceto a sfilare per le vie cittadine.

### I Commercianti
Il ceto dei commercianti è stato fondato solo da pochi decenni, nelle precedenti "Feste" i Commercianti non avevano un ceto proprio. Dopo gli anni quaranta, a seguito delle trasformazioni economico-sociali dovute alla guerra e alla notevole trasformazione avvenuta nel campo agricolo, i Commercianti cominciarono ad organizzarsi, dando un certo contributo allo sviluppo del paese.

Ogni anno, il 3 di maggio, il ceto dei commercianti offre alla cittadinanza un bellissimo spettacolo di giochi d'artificio.

### I Borgesi di San Giuseppe e/o Mercurianti

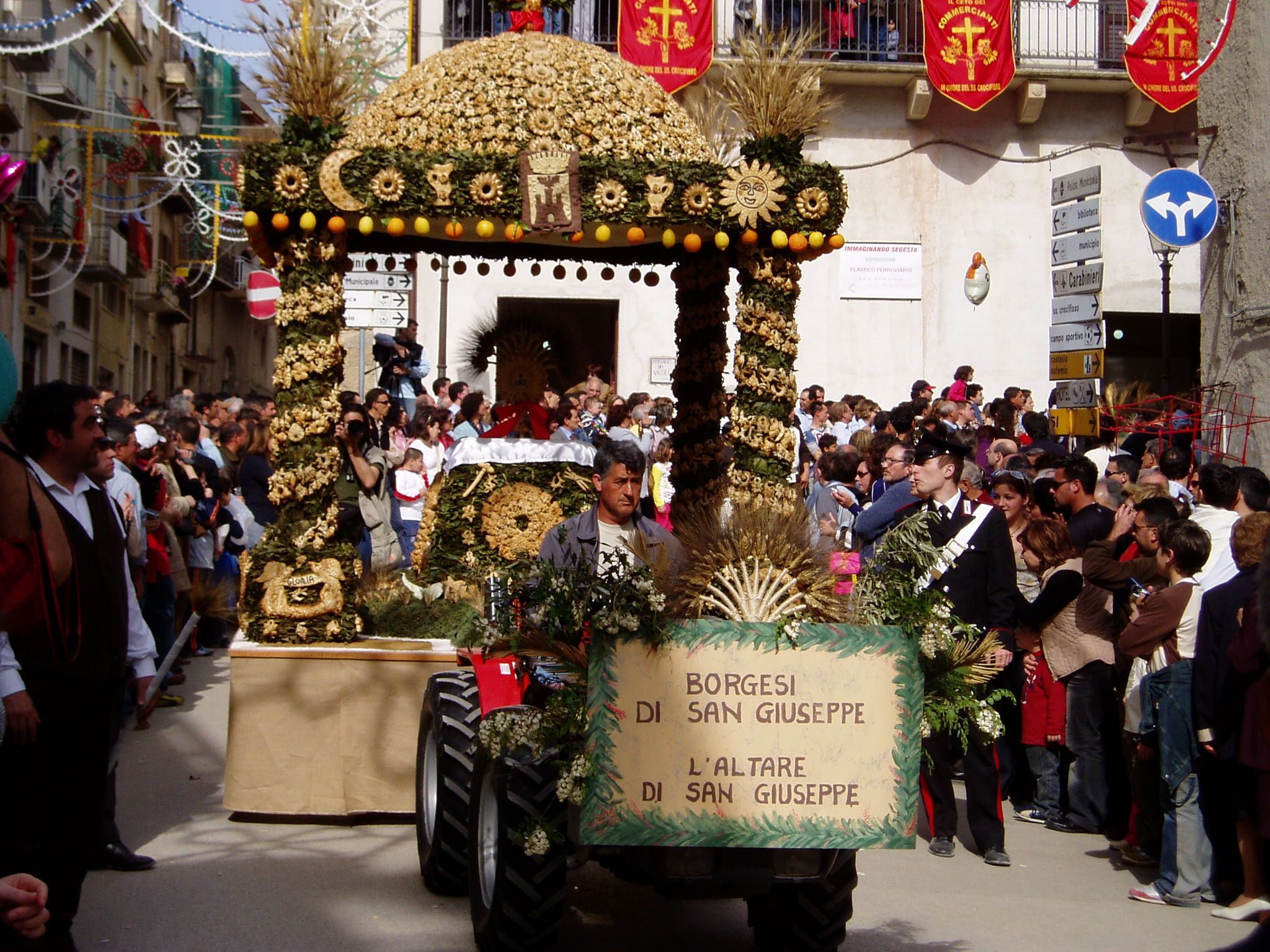
Borgesi di San Giuseppe

Detti anche "Sangiusippara" si propongono di incrementare il culto e la devozione al Santo, cercando di imitarne le virtù. Il ceto solennizza il Santo il 5º mercoledì precedente la festa,da qui deriva il termine "Mercurianti" con il quale sono anche conosciuti, inoltre il 2º mercoledì ne propaga il culto e la devozione erigendo un maestoso altare di pani e distribuendo casa per casa i Cucciddati. Nei giorni di festa i borgesi sfilano per le vie cittadine con lo stendardo raffigurante la "Sacra Famiglia" e "Lu Circu" (semi-mappamondo coperto di cuccidati), e distribuendo alla popolazione "li panuzzi di San Giuseppe".

### Gli Ortolani

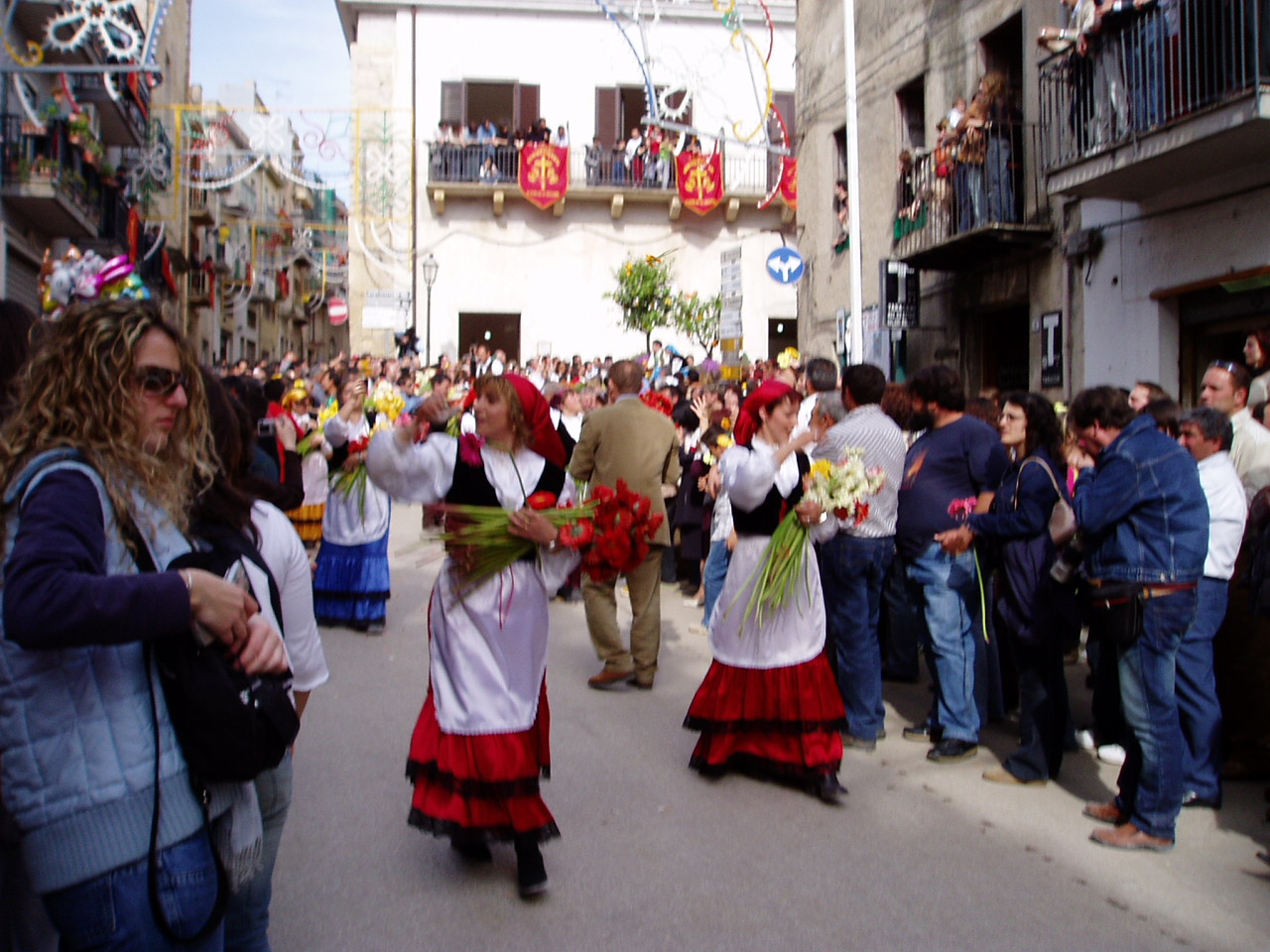
Ceto Ortolani

Il ceto degli Ortolani o Iardinara è uno dei più antichi, esso compare negli archivi sin dal 1689.

Nel loro stendardo vi è raffigurato Gesù nell'orto degli ulivi.
Durante la sfilata i soci del ceto si dispongono su due file e ognuno tiene in mano una candela. Al centro delle due file sfila un ragazzino che porta un'urnetta sorretta da un'asta dove all'interno vi è San Palinu. Grazie a un congegno meccanico il ragazzino fa muovere il santo, facendo vedere così il santo mentre pianta ortaggi. In coda alle due file chiude il cassiere che porta in mano la caratteristica coppa del ceto.
Molto suggestivo è il carro addobbato di fiori e ortaggi dove ragazzi e ragazze vestiti da ortolani lanciano fiori alla cittadinanza.

### I Mugnai

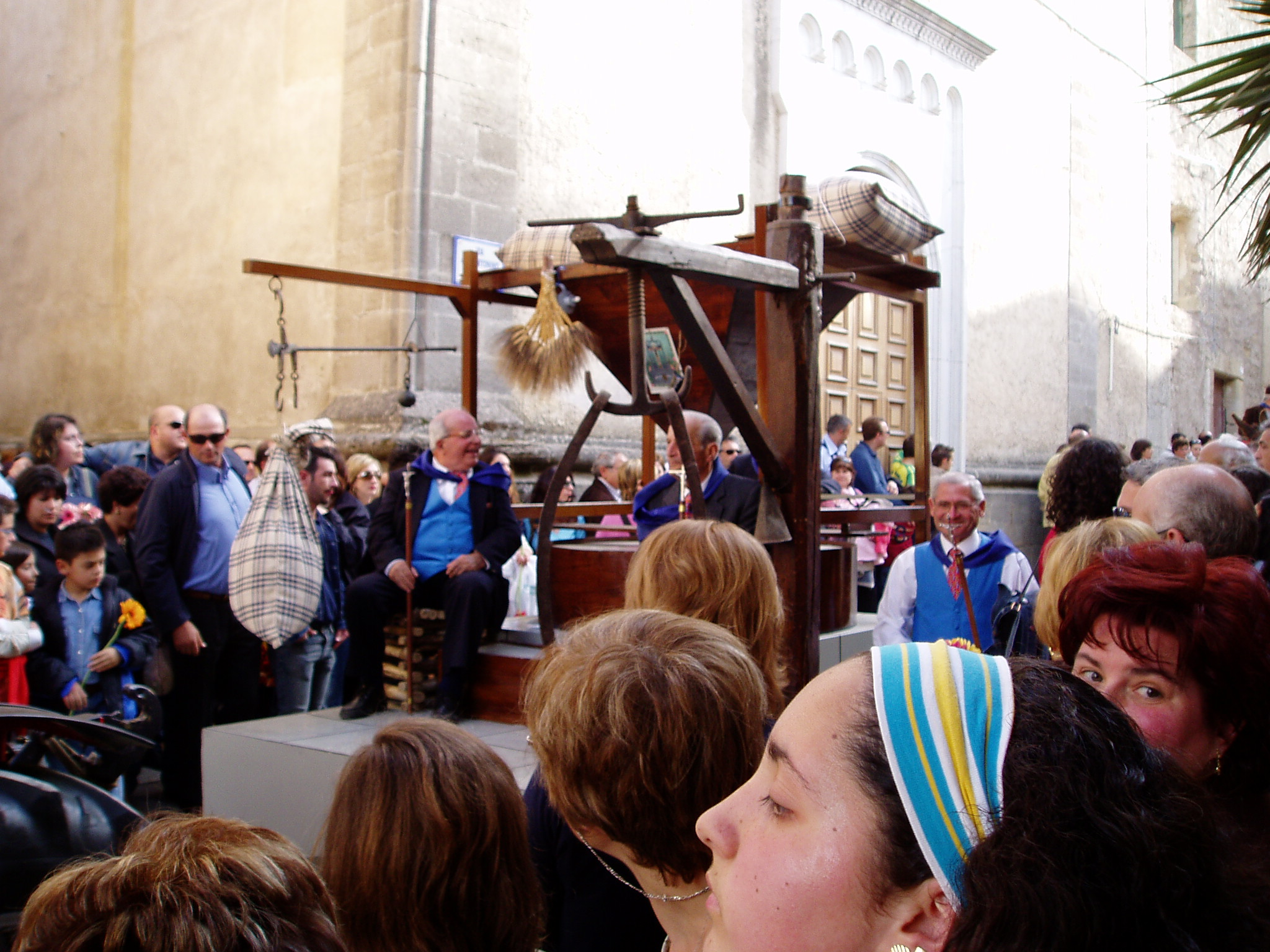
I Mugnai

Anche se ormai a Calatafimi il mestiere del mugnaio è scomparso, il ceto raggruppa tutti i figli ed i nipoti di coloro che lavoravano ai mulini. I mulini ad acqua presenti a Calatafimi erano 15 e tutti sorgevano lungo il fiume Kaggera. Ogni anno, nel pomeriggio di Pasqua, i Mugnai portano la "Santa Cruci" d'argento, donata da loro nel 1776 al SS. Crocifisso, nella chiesa della Madonna di Giubino.
Durante il primo giorno di festa i mugnai sfilano in processione con la "Santa Cruci" per le vie del paese, distribuendo alla popolazione le "Milidde". Nello stendardo del ceto è rappresentata una croce ricamata in oro zecchino.

### I Pecorai e Caprai
Inizialmente, erano due ceti diversi, ma nel corso degli anni si sono fusi per formare un unico ceto.

I due ceti hanno Santi protettori diversi, San Pasquale Baylon è il santo dei Pecorai ed è rappresentato sul loro stendardo mentre si trova in adorazione davanti al SS. Sacramento. I caprai, invece, hanno come protettore San Gregorio (Vivroli in siciliano).

Durante i giorni di festa sfilano con abiti siciliani caratteristici distribuendo alla gente formaggio fresco mentre alcuni giovani portano "U Circu" con, appesi alla circonferenza, pecorelle, cestelli e frange confezionati con formaggio fresco, due pecorelle in legno contornate di monete e una piccola urna con San Pasquale portata anch'essa a spalla da quattro giovani in vesti folkloristiche

### I Macellai
Uno dei ceti più piccoli come numero di partecipanti, ma, non per questo, meno importante.
Dal 1727, fino a qualche decennio fa, i Macellai, omaggiavano il SS. Crocifisso con due tarì per ogni bue, vacca, vitellaccio, ecc.

Sfilano per le vie cittadine portando il loro stendardo, a coda, di velluto rosso, sul quale sta una Croce ricamata in oro.

Il presidente del ceto, posto alla fine delle due file composte dai componenti del ceto, tiene in mano come "Prisenti" (dono) la coppa con le monete d'oro.

### I Borgesi
Rappresentano i coltivatori diretti, sempre pronti nelle manifestazioni religiosi locali.

Maestosa risulta durante la "Festa", "La Cavalcata" (sfilata di muli addobbati per il caso).

Hanno statuti particolari, specialmente per la nomina dei nuovi "Dubbitati" (deputati) dopo ogni "Festa", che avviene in segreto, dopo mezzanotte.

Nello stendardo che porta l'effigie del SS. Crocifisso con spighe, fiori, ramoscelli d'ulivo e uva, c'è la scritta "Gloria Filiorum".

Caratteristico "Lu Zu Ntunisi", gruppo ligneo raffigurante un agricoltore che guida l'aratro tirato da muli, e "Li Muliceddi" scolpite in legno e coronate da zecchini d'oro.

### I Cavallari
Si tratta del Ceto più vivace e pieno di fantasia.

È particolarmente devoto a Maria S.S. di Giubino, ed è sempre presente a tutte le manifestazioni mariane.

Ogni anno cura anche, nel Santuario di campagna durante l'estate, la celebrazione solenne di un sabato.

Non a caso, nello stendardo ha effigiata la Madonna di Giubino.

### I Massari

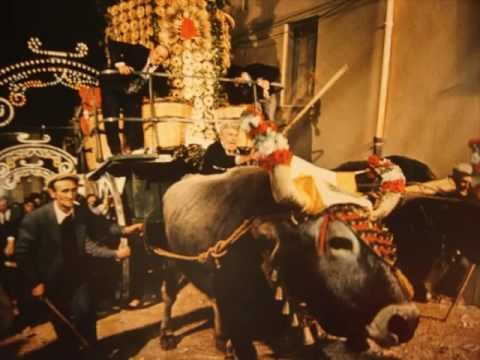
I massari

I Massari, o Massarioti erano sovrintendenti, che si occupavano dell'affitto dei feudi, delle greggi e delle imprese cerealicole, e in seguito, i ricchi borgesi che governavano la "Massaria", azienda con buoi e pecore.

Attraverso i campieri, su cavalli, con fucile e frusta, si scortavano nelle sfilate, vicendevolmente, con i Borgesi.

Il loro numero più caratteristico è il maestoso "Carro" tirato da buoi, che va in giro gettando "Cuccidati", a ricordo dei pani che durante la "Festa" venivano distribuiti ai poveri.
Dei ceti calatafimesi risulta essere sempre stato il più ricco.